# Minyip
Minyip ist eine Stadt in der Region Wimmera des australischen Bundesstaates Victoria. Der Name der Stadt leitet sich vom Aborigines-Wort für „Asche“ ab.
Die Stadt nennt sich selbst Herz des Weizengürtels (Heart of the Wheat belt), da sie im Kern der größten australischen Weizenanbauregion liegt und die Getreideproduktion der größte Wirtschaftszweig der Region ist.

## Geschichte
In den 1870er Jahren wurde die Region von den ersten europäischen Siedlern besiedelt, eine Eisenbahnlinie erreichte die Stadt 1886.

## Verkehr
In Minyip kreuzen sich die beiden Highways B210 und C236.
Eine Eisenbahnstrecke führt von Murtoa (Abzweig von der Bahnstrecke Melbourne-Adelaide) durch Minyip nach Hopetoun, wird heute aber ausschließlich sporadisch im Güterverkehr bedient.

## Trivia
Minyip diente als Drehort für Außenaufnahmen des fiktiven Ortes Coopers Crossing in der Fernsehserie Die fliegenden Ärzte. Noch heute finden sich an einigen Gebäuden entlang der Hauptstraße die Beschriftungen aus Serienzeiten, in Emma's Cafe werden Memorabilia ausgestellt.